# منزل ومتحف المقدم
منزل ومتحف المقدم (بالفارسية: خانه و موزه مقدم) هو منزل ومتحف تاريخي يعود إلى عصر القاجاريون، ويقع في طهران.